# Andreas Hahn (homme politique)
Pour les articles homonymes, voir Hahn.
Andreas Hahn (né le 4 janvier 1951 à Neustadt in Sachsen) est un homme politique allemand de la CDU et ancien député du Landtag de Saxe. 

## Biographie
Après avoir terminé ses études (10e année), Andreas Hahn a suivi un apprentissage de monteur de machines agricoles en 1968 et est ensuite employé par Fortschritt Landmaschinen à Neustadt et Singwitz. De 1976 à 1980, il étudie à l'école du soir de Sebnitz. Entre 1982 et 1990, Hahn travaille dans divers domaines dans l'usine de moissonneuses-batteuses de Bischofswerda, notamment comme responsable des principes de base et jusqu'en mars 1990 comme chef du département de gestion des matériaux. 
Andreas Hahn est membre du conseil municipal de Neustadt jusqu'en 1982. À partir de 1977, il est  vice-président de l'association des petites et moyennes entreprises de Bischofswerda et bénévole au sein du conseil d'administration du groupe local en tant que trésorier en chef. À partir de 1991, il est président du conseil de surveillance de la coopérative de logement de Bischofswerda. 
Hahn est marié et a une fille. 

## Politique
Andreas Hahn est membre de la CDU depuis 1969. En 1990, il est élu à la Chambre du peuple. En octobre 1990, Hahn est élu dans la circonscription 38 (Bischofswerda) du Landtag de Saxe, dont il sera membre pour deux autres mandats. Aux 2e et 3e mandats, Hahn représentr la circonscription 51 (Bautzen I). 
Au cours de la première législature, il est membre du commission du règlement, de la commission spéciale chargée d'enquêter sur les abus de pouvoir et de fonction résultant de la règle SED, et au cours des trois législatures, il est membre de la commission du budget et des finances. Au cours de la 3e législature, Hahn est présidentde la 1re commission d'enquête du Landtag de Saxe. À partir de 1990, il est trésorier de la CDU dans l'association de la ville de Bischofswerda . 